# بیمارستان (نهاد تاریخی)
بیمارستان یک واژه فارسی است که در دوران شاهنشاهی ساسانیان در ایران و پس از آن در جهان اسلام برای «محلِ نگهداریِ بیماران» به کار می‌رفته‌ است. بیمارستان‌ها تبدیل به نهادی شدند که نقش مهمی در گسترشِ دانش پزشکی در دوران ساسانیان و سپس در جهان اسلامی ایفا کردند. زیرا بیمارستان‌ها دارای کتابخانه و داروخانه بودند و بسیاری از آنها به مراکز آموزش علمِ پزشکی تبدیل شده بودند.

## واژه‌شناسی
در لغت، بیمارستان از واژه پهلوی «بیمار یا وِمار» و پسوند مکانِ «ستان» تشکیل شده‌است که به معنای «محل بیمار» است. سپس واژه بیمارستان به همان شکل و همچنین «مارستان» وارد زبان عربی شد و در مورد محل نگهداری بیماران در تمامی سرزمین‌های اسلامی به کار گرفته شد.

## تاریخچه

### پیدایش
بیمارستان در معنای نخستین خودش در دنیای قبل از اسلام در مورد دانشگاه جندی شاپور در ایران استفاده می‌شده‌است. بیمارستان جندی شاپور نخستین بیمارستانِ دارای داروخانه و بخش داروسازی بوده‌است. دانشگاه جندی شاپور همچنین به‌طور رسمی، دارای مدرسهٔ پزشکی بوده‌است.

### گسترش
پس از شروع دوران اسلامی، بیمارستان‌ها گسترش پیدا کردند و در سرزمین‌هایی همچون ایران، عراق، ترکیه، مصر، تونس، آندلس و هند ساخته شدند. از این رو، این نهاد به مرکز گسترش و آموزش علمِ پزشکی تبدیل شد. ابن جبیر و ابن بطوطه می‌گویند که در نیمه غربی جهان اسلام، نزدیک به ۳۴ بیمارستان قابل ذکر وجود داشته‌است.

## زوال
برخی از این بیمارستان‌ها به دلیل مشکلات سیاسی و نابودی شهرها، تنها دوره کوتاهی فعالیت کردند. اکثر بیمارستان‌ها از قرن سیزدهم میلادی رو به زوال نهادند. در قرن شانزدهم فعالیت‌های پزشکیِ علمی نیز در مصر و سوریه، و در قرن هجدهم در ایران رو به زوال نهاد.